# Comune di Ullerslev
Il comune di Ullerslev, fino al 1º gennaio 2007 è stato un comune danese situato contea di Fionia e sull'isola omonima. Il comune aveva una popolazione di 5 190 abitanti (2006) e una superficie di 54,33 km². Capoluogo era la cittadina omonima.
Dal 1º gennaio 2007, con l'entrata in vigore della riforma amministrativa, il comune è stato accorpato, insieme al comune di Ørbæk, per dare luogo al rinnovato comune di Nyborg compreso nella regione della Danimarca Meridionale (Syddanmark).